# Chenzhuang (socken i Kina, Henan, lat 35,78, long 115,55)
Chenzhuang (kinesiska: 陈庄, 陈庄乡) är en socken i Kina. Den ligger i provinsen Henan, i den centrala delen av landet, omkring 210 kilometer nordost om provinshuvudstaden Zhengzhou.
Genomsnittlig årsnederbörd är 670 millimeter. Den regnigaste månaden är juli, med i genomsnitt 208 mm nederbörd, och den torraste är januari, med 4 mm nederbörd.